# For the Defense
For the Defense é um filme estadunidense de 1930, do gênero drama policial, dirigido por John Cromwell. 

## Sinopse
William Foster é um respeitado advogado cuja proficiência faz com que tenha vários criminosos entre seus clientes. Quando sua amiga Irene Manners é acusada de homicídio culposo quando dirigia embriagada, eles mexe uns pauzinhos para livrá-la da cadeia, porém acaba condenado por tentar subornar o júri. Com uma sentença de cinco anos para cumprir, Foster teme por sua vida, pois fatalmente irá se encontrar na prisão com gangsters que ele não conseguiu inocentar.

## Elenco
| Ator/Atriz        | Personagem     |
| ----------------- | -------------- |
| William Powell    | William Foster |
| Kay Francis       | Irene Manners  |
| Scott Kolk        | Defoe          |
| Thomas E. Jackson | Daly           |
| Harry Walker      | Miller         |
| Charles H. West   | Joe            |

## Recepção
Apesar de rodado em apenas quinze dias, a produção foi um surpreendente êxito.